# Мелюши, Паль
Паль Никол Мелюши (алб. Pal Nikoll Mëlyshi; 15 апреля 1926, Серрешт, Албанская республика — 12 апреля 1950, Уйе-Лурт, НРА) — албанский коммунист, участник партизанского движения НОАА, функционер АПТ, тайный сотрудник Сигурими. После убийства Бардока Бибы был внедрён в антикоммунистический повстанческий отряд Горного комитета. Погиб от «дружественного огня» в боестолкновении повстанцев с госбезопасностью. Посмертно объявлен Народным героем.

## Происхождение и образование
Родился в богатой семье албанских католиков из горного округа Мирдита. Семейство Мелюши состояло в родстве с доминирующим в регионе кланом Маркагьони. Никол Мелюши, отец Паля Мелюши, был офицером королевской армии, потом состоял в Албанской фашистской партии и служил в фашистской милиции, воевал против коммунистической НОАА.
Начальную школу Паль Мелюши окончил в Эльбасане, среднетехническое образование получил в Буррели. В 1941—1943 учился в сельскохозяйственном институте в Кавае, получил специальность агронома. Участвовал в молодёжном коммунистическом подполье. В 1944 году примкнул к НОАА, участвовал в боях в Мирдите.
Паль Мелюши с юности придерживался коммунистических взглядов. Резко конфликтовал с отцом, вплоть до взаимных угроз убийством. Близким другом Мелюши-младшего с детства был Бардок Биба — коммунистический активист, также родственно связанный с Маркагьони.

## Коммунистический политик
17 ноября 1944 войска НОАА вступили в Тирану. К власти в Албании пришла Коммунистическая партия (КПА; с 1948 — Албанская партия труда, АПТ) во главе с Энвером Ходжей. Северные католические регионы Албании оказывали упорное сопротивление новому режиму. В Мирдите активно действовала антикоммунистическая организация Komitetit të Maleve — Горный комитет, созданная главой клана Гьоном Маркагьони и его сыном Ндуэ.
Специфика региональной ситуации заключалась в том, что установить власть КПА здесь было возможно только с опорой на авторитет традиционных кланов. Ставка была сделана на молодых коммунистов — выходцев из знатных семейств, готовых бросить вызов патриархальным порядкам Маркагьони. Самыми яркими представителями этого типа были Бардок Биба и Паль Мелюши. Совершались драматичные «семейные разломы»: например, в семье Мелюши старший Никол был антикоммунистическим боевиком, младший Паль — коммунистическим активистом.
Бардок Биба возглавил коммунистическую администрацию Мирдиты. В конце 1944 он назначил Паля Мелюши комендантом и интендантом деревни Шенпаль. С мая 1945 Мелюши состоял в КПА, прошёл обучение в партийной школе в Тиране. В 1946 — второй секретарь городского комитета КПА в Коплику. В 1947—1948 — заведующий отделом пропаганды Решенского городского комитета КПА/АПТ, в 1949 — инструктор Шкодерского окружного комитета.
7 августа 1949 боевики Горного комитета застрелили Бардока Бибу. Энвер Ходжа приказал провести в Мирдите жёсткую репрессивную зачистку. Руководить на месте прибыли министр внутренних дел Мехмет Шеху (второе лицо партии и государства), офицеры Сигурими Кадри Хазбиу и Михалак Зичишти. Были арестованы около трёхсот человек, казнены четырнадцать (ни один из которых не имел отношения к убийству Бибы — совершившие эту акцию Ндуэ Пьетер Маркагьони, Ндуэ Байрактари, Ндуэ Гьон Мелюши быстро покинули Албанию).

## Оперативный агент
Паль Мелюши рвался отомстить за убитого друга. На встрече с Шеху и Хазбиу он предложил оперативный план собственного внедрения в Горный комитет (легенда могла выглядеть правдоподобно в силу его происхождения и родственных связей). План был одобрен и утверждён, Мелюши негласно зачислен в Сигурими под агентурным псевдонимом Furtuna («Вихрь»). Об операции были осведомлены лишь несколько офицеров Сигурими — Абедин Тайари, Сулейман Маноку, Исуф Колали, Сотир Васо — под руководством будущего главы МВД Кадри Хазбиу.
26 октября 1949 был инсценирован «побег» Мелюши из Шкодера в горы Мирдиты. Ему удалось войти в доверие к повстанцам. Его принял в свой отряд авторитетный командир Пренг Дод Гьинкеки, доверенное лицо старших Маркагьони. Отряд базировался в горах близ мирдитского селения Ктела. Среди бойцов отряда был Марк Мелюши — двоюродный брат Паля Мелюши. Ранее в Горном комитете состоял и Никол Мелюши, но к тому времени он уже эмигрировал в США. Встретиться с «беглым коммунистом» изъявили желание руководители Национального комитета «Свободная Албания», находившиеся в Париже. Планировалась переброска Мелюши за границу. Обо всём «Furtuna» регулярно докладывал Хазбиу через других внедрённых агентов и оперативников Сигурими.
Руководство Сигурими решило провести оперативную игру с парижской эмиграцией. Было запланировано организовать для Паля Мелюши якобы «нелегальный» выезд из Албании — через «резервную точку». Однако руководители не сумели согласовать действия подразделений. В то время, как одному из них было поручено проконтролировать выезд Мелюши, другое получило задание ликвидировать отряд Гьинкеки.

## Гибель
10—11 апреля 1950 Гьинкеки с группой своих бойцов и двумя гостями из соседней местности Курбин (округ Лежа) отмечали католическую пасху. Паль Мелюши получил приказ проводить курбинцев горной дорогой. Предполагалось, что дальше он двинется к пункту выезда. Но, проводив гостей, Мелюши вернулся обратно — как считается, для того, чтобы предотвратить запланированные убийства двух партийных функционеров. О его возвращении не было известно Сигурими.
На рассвете 12 апреля 1950 подразделение Сигурими подступило к повстанческому укрытию в Уйе-Лурте. Завязался скоротечный, но ожесточённый бой. С обеих сторон погибли двенадцать человек, в том числе Пренг Дод Гьинкеки, Марк Мелюши и Паль Мелюши, ставший жертвой «дружественного огня». Одного из повстанцев взяли в плен, ещё одному удалось скрыться.
Шесть трупов были выставлены на обозрение в Решене. Несколько дней местные коммунисты проклинали повстанцев, но в особенности — Паля Мелюши, которого обвиняли в «предательстве Бардока Бибы». Офицеры Сигурими не оглашали известной им информации. Сотир Васо лишь одёрнул одного из коммунистов, ударившего труп, и предложил ему проявлять свою ярость в боях с живыми, а не мёртвыми «бандитами». Однако в гроб Мелюши тайно положили контейнер с запиской «Furtuna» — как свидетельство при возможной огласке в будущем.
Никол Мелюши-старший с двумя сыновьями эмигрировали из Албании. Несколько оставшихся родственников Паля Мелюши подверглись преследованиям и были интернированы.

## Память
В первой половине 1950-х история Паля Мелюши была скрыта даже от партийно-государственных руководителей высшего эшелона, кроме Мехмета Шеху и самого Энвера Ходжи. Только осенью 1956 министр внутренних дел Кадри Хазбиу проинформировал председателя Народного собрания НРА Риту Марко. К тому времени повстанческое движение было подавлено, информация уже не имела оперативной значимости, но была сочтена полезной для пропаганды.
В 1957 Паль Мелюши был посмертно удостоен звания Народный герой. Его останки с почётом перезахоронены (при этом продемонстрирован контейнер «Furtuna»). Руководил этим процессом генерал Михалак Зичишти, к тому времени директор Сигурими. Образ Мелюши подавался как пример служения коммунизму, АПТ и государственной безопасности. Роль Мелюши в «искоренении бандитизма на севере» даже преувеличивалась. Родственники были реабилитированы и получили разрешение проживать в Тиране. Лек, брат Паля, получил должность в Сигурими. Дава Мелюши, мать Паля, скончалась в 1977.
В современной Албании осуждаются диктатура Энвера Ходжи, правление АПТ, репрессии Сигурими. Однако отношение к Бардоку Бибе и Палю Мелюши остаётся неоднозначным. После падения коммунистического режима они могут восприниматься как молодые идеалисты, увлечённые преобразованиями. Бибе ставится в заслугу отстаивание интересов Мирдиты, Мелюши — верность памяти друга. (Возникло даже предположение, что в повстанческом отряде Мелюши мог изменить позицию и действовать как антикоммунист, но это имеет лишь некоторые косвенные признаки и не подтверждается фактологически.)